# Brayton
Brayton – wieś i civil parish w Anglii, w hrabstwie North Yorkshire, w dystrykcie (unitary authority) North Yorkshire. Leży 22 km na południe od miasta York i 260 km na północ od Londynu. W 2011 roku civil parish liczyła 5299 mieszkańców.